# Plant Patent Act
Le Plant Patent Act de 1930 (35 U.S.C. Ch. 15) est une loi fédérale américaine relative au droit de brevetage des plantes, principalement ornementales, adoptée le 13 mai 1930. 
La loi autorise le dépôt de brevet pour les « variétés de plantes distinctes » et « nouvelles », autres que celles trouvées à l’état sauvage, qui ont été « découvertes » ou « inventées » et reproduites de manière asexuée. 
La loi a adopté un nouveau concept d'invention qui a été appelé inductif : les sélectionneurs de plantes ont déclaré que même si les mutations spontanées à partir desquelles ils ont élevé de nouvelles variétés se sont souvent produites naturellement, l'habileté d'identifier la mutation, de l'isoler, puis de la reproduire était un travail de invention. Cette loi a établi une exception de l'obligation d'avoir une description complète de l'invention.

## Polémiques
Cette législation n'a reçu beaucoup d'attention que plusieurs décennies plus tard, après le développement du traité UPOV de 1961 et la promulgation de la loi américaine, le Plant Variety Protection Act de 1970, permettant de protéger les variétés végétales. L'adoption de ces lois coïncidait avec des critiques de la brevetabilité du vivant, et de la relation entre la propriété intellectuelle, la sécurité alimentaire, et la conservation de l’agro-biodiversité. Par exemple, la Cour suprême des États-Unis autorise la brevetabilité du vivant concernant un organisme génétiquement modifié (OGM) dans les arrêts Diamond v. Chakrabarty, 447 U.S. 303 (1980), et J.E.M. Ag Supply v. Pioneer Hi-Bred, 534 U.S. 124 (2001). L'argument des militants écologistes veut que l’agro-biodiversité soit considéré comme faisant partie du patrimoine commun de l’humanité et que du vivant ne saurait être breveté. Par ailleurs, des scientifiques ont suggéré que l'agro-biodiversité est menacée par le brevetage des plantes, mais cet argument est mis en doute par d'autres études.